# تعددية الأطراف

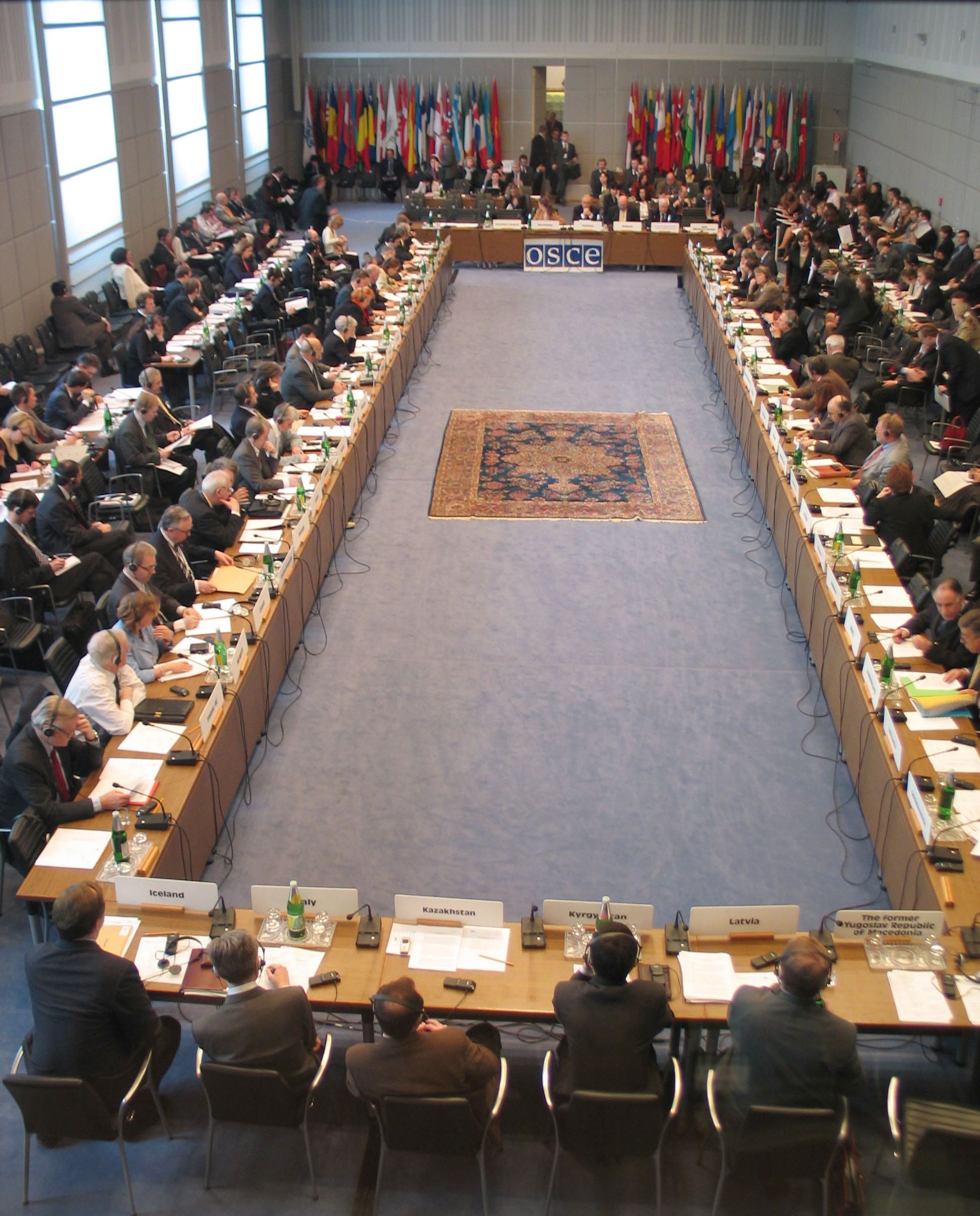

تشير تعددية الأطراف في العلاقات الدولية إلى تحالف بين عدة دول تسعى لتحقيق هدف مشترك.

## التعريف
تعمل تعددية الأطراف على ربط الدول، إذ تمنح القوى الصغيرة صوتًا ونفوذًا لا يمكنها ممارسته في الحالة الطبيعية. يمكن أن تكون إستراتيجية ليليبوتيان الخاصة بالدول الصغيرة التي تتحد مع بعضها لتشكل مجتمعةً كتلة كبيرة فعّالة من أجل أن تؤثر القوى الصغيرة على قوة عظمى. وبالمثل فإن تعددية الأطراف قد تسمح لقوة عظمى بالتأثير على قوة عظمى أخرى. إنَّ سعي قوة عظمى للسيطرة من خلال بنائها علاقات ثنائية قد يكون مكلفًا، وقد يتطلب مساومة وتسوية مع القوى العظمى الأخرى. هناك العديد من التعاريف للمصطلح. إذ عرفه مايلز كالير على أنه «الحكم الدولي» أو الحكم العالمي المتعدد، وكان مبدأه الأساسي هو «معارضة العلاقات الثنائية التي تعزز نفوذ الأقوياء على الضعفاء وتزيد من الصراع على المستوى الدولي.» عرّف روبرت كيوهان تعددية الأطراف في عام 1990 بأنها «تنسيق السياسات الدولية في مجموعات تتألف من ثلاث دول أو أكثر.» وضع جون روجي المفهوم على أساس عدم قابليته للتجزئة ونشر فكرة المعاملة بالمثل في العلاقات الدولية باعتبارها شكلًا مؤسساتيًا ينسق العلاقات بين ثلاثة دول أو أكثر على أساس مبادئ السلوك العام... وتحدد السلوك المناسب لمجموعة من الإجراءات، دون الأخذ في الاعتبار المصالح الخاصة للأطراف أو الضرورات الاستراتيجية التي قد تكون موجودة.»

## التاريخ
حدث نوع من تعددية الأطراف في القرن التاسع عشر في أوروبا بعد نهاية الحروب النابليونية التي كانت قد عصفت بالقارة، اجتمعت حينها القوى العظمى في مؤتمر فيينا (من نوفمبر/تشرين الثاني عام 1814 إلى يونيو/حزيران عام 1815) لإعادة رسم خريطة أوروبا. ضمّ اتفاق أوروبا مجموعة من القوى العظمى لحل القضايا سلميًا. ساعدت مؤتمرات مثل مؤتمر برلين في عام 1884 في الحد من الصراعات على السلطة خلال تلك الفترة، وكان القرن التاسع عشر أحد أكثر الفترات الأوروبية سلمًا.
ظهرت بعض الخلافات بسبب المنافسة الصناعية والاستعمارية إلى جانب التغيرات في ميزان القوى بعد ظهور ألمانيا بحلول نهاية القرن العشرين. أُلغي نظام تعددية الأطراف بشكل كامل بعد الحرب العالمية الأولى. أنشأ قادة العالم بعد ذلك الصراع عصبة الأمم (التي سُميت الأمم المتحدة) في محاولة لمنع نشوب صراع مماثل.
أنشأ المنتصرون في الحرب العالمية الثانية (بناءً على الخبرة المكتسبة من فشل عصبة الأمم) الأمم المتحدة في عام 1945. وتصاعد منذ ذلك الحين اتساع وتنوع المشاركات متعددة الأطراف. شهدت الأمم المتحدة مشاركة نشطة من الولايات المتحدة والاتحاد السوفيتي أعظم قوى العالم آنذاك. شهدت سنوات ما بعد الحرب تطور المؤسسات السياسية للأمم المتحدة إلى جانب منظمات مثل الاتفاقية العامة للتعرفة الجمركية والتجارة (تسمى الآن منظمة التجارة العالمية) والبنك الدولي وصندوق النقد الدولي (تسمى مؤسسات بريتون وودز)، والمؤسسات التقنية الأخرى التي كانت جزءًا من منظومة الأمم المتحدة مثل منظمة الصحة العالمية. جعل تشكيل هذه الهيئات وغيرها من المؤسسات التابعة للأمم المتحدة النظام الجديد أكثر قوة من نظام عصبة الأمم القديم. وأصبح حفظة السلام التابعون للأمم المتحدة والمتمركزون في جميع أنحاء العالم رمزًا واضحًا للتعددية. أُنشأت منظمة حلف شمال الأطلسي (الناتو) كتحالف دفاعي يستخدم الشكل متعدد الأطراف لتعزيز الأمن الجماعي في فترة ما بعد الحرب.

## التحديات
واجه نظام تعدد الأطراف تحديات متزايدة منذ نهاية الحرب الباردة.
أصبحت الولايات المتحدة مهيمنة بشكل كبير من حيث القوة العسكرية والاقتصادية، الأمر الذي دفع دول مثل إيران والصين والهند إلى التشكيك في أهمية الأمم المتحدة. ظهر في الوقت نفسه تصور من قبل رؤساء هذه المنظمات الأممية مثل الأمين العام السابق للأمم المتحدة كوفي أنان بأن الولايات المتحدة تميل إلى التصرف من جانب واحد في المواقف ذات الآثار الدولية. بدأ هذا التصور عندما رفض مجلس الشيوخ الأمريكي في أكتوبر / تشرين الأول عام 1999 المصادقة على معاهدة الحظر الشامل للتجارب النووية التي وقعها الرئيس بيل كلينتون في سبتمبر / أيلول عام 1996. رفضت الولايات المتحدة في عهد الرئيس جورج دبليو بوش هذه الاتفاقيات متعددة الأطراف مثل اتفاقية كيوتو، والمحكمة الجنائية الدولية، ومعاهدة أوتاوا التي تحظر استخدام الألغام الأرضية المضادة للأفراد ومشروع قرار ضمان امتثال الدول بمعاهدة حظر الأسلحة البيولوجية. انسحبت الولايات المتحدة خلال إدارة جورج بوش من معاهدة الصواريخ المضادة للباليستية التي وقع عليها ريتشارد نيكسون والاتحاد السوفيتي في عام 1972.
يمكن تفسير هذه التحديات من قبل الولايات المتحدة الأمريكية بسبب إيمانها القوي بالتحالفات الثنائية كأدوات لزيادة النفوذ. يقول رجال الليبرالية إنّ القوى العظمى لا تزال تختار التحالفات متعددة الأطراف. فهي تستطيع توسيع قدراتها للسيطرة على القوى الصغيرة وتعظيم نفوذها من خلال صياغة سلسلة من المعاهدات الثنائية مع الحلفاء، بدلاً من تحجيم نفوذها بسبب معاهدات متعددة الأطراف. يمكن القول إن إدارة بوش فضلت العلاقات الثنائية على التعددية (أو حتى الأحادية) لأسباب مماثلة. واختارت الإدارة إقامة علاقات فردية مكثفة مع بلدان مختارة بعناية مما زاد من قدرة الولايات المتحدة الأمريكية على تحقيق أهدافها.
إنّ التحدي الآخر في الهيمنة العالمية من خلال تعددية الأطراف هو السيادة الوطنية. بغض النظر عن تآكل السيادة الوطنية للدول في العلاقات الدولية «تبقى الدول هي مكان اتخاذ القرارات الرسمية المتعلقة بمعظم جوانب الحياة العامة والخاصة». وأكد هوفمان أنه «من غير المحتمل أن تتبنى الدول التزامات تتعارض مع مصالحها الوطنية».
تواجه تعددية الأطراف تحديًا من خلال الاتفاقيات الإقليمية مثل الاتحاد الأوروبي ونافتا خاصة المعاهدات المتعلقة بالتجارة، على الرغم من أنها لا تتعارض في حد ذاتها مع الاتفاقات الكبيرة. اتجهت الولايات المتحدة الأمريكية وهي الراعي الأساسي لتعددية الأطراف بعد الحرب نحو العمل الفردي في الأنظمة الاقتصادية وفي المفاوضات التجارية وغيرها نتيجةً لعدم الرضا عن نتائج المحافل متعددة الأطراف. وباعتبارها الدولة الأقوى كان لدى الولايات المتحدة الأمريكية القليل من الخسائر نتيجة التخلي عن التعددية. تتكبد الدول الأضعف الكثير من الخسائر إذا تخلت عن تعددية الأطراف. وبصرف النظر عن التغيرات التي اتبعتها الولايات المتحدة، أثبتت الشعوبية في أوروبا أنها تمثل مشكلة للتعددية في السنوات الأخيرة. تقدم نتائج الانتخابات المباشرة للبرلمان الأوروبي دليلًا على ذلك، حيث حققت الأحزاب الأوروبية المتطورة تقدمًا ملحوظًا.

## مقارنة مع العلاقات الثنائية
تواجه الحكومات خيارات تتراوح بين الأحادية والثنائية وتعددية الأطراف عند سنّها السياسات الخارجية.
تعني الثنائية التنسيق مع دولة أخرى. حاولت التعددية إيجاد أرضية مشتركة تستند إلى مبادئ السلوك العام بالإضافة إلى مراعاة التفاصيل المرتبطة باتفاقية معينة. قال فيكتور شا:
«إن اختلاف القوة يتنبأ بنوع العلاقات كعلاقات ثنائية أو متعددة الأطراف، والتي ستوفر أقصى قدر من السيطرة. إذا حاولت القوى الصغيرة السيطرة على قوة أكبر عندها تكون تعددية الأطراف فعّالة. ولكن إذا سعت القوى العظمى للسيطرة على قوى أصغر، فإن التحالفات الثنائية تكون أكثر فعالية.»
وبالتالي فإن قرار أي دولة باعتماد الطرق الثنائية أو تعددية الأطراف عند سنّ السياسات الخارجية يتأثر إلى حد كبير بحجمها وقوتها، فضلًا عن حجم وقوة البلد الذي تسعى للسيطرة عليه. على سبيل المثال السياسة الخارجية للولايات المتحدة الأمريكية. تناقش العديد من المراجع كيفية تفاعل الولايات المتحدة الأمريكية مع الدول الأخرى. اختارت الولايات المتحدة أسلوب تعددية الأطراف على وجه الخصوص في أوروبا وقررت تشكيل حلف الناتو، في حين شكلت تحالفات ثنائية في شرق آسيا. وعلى الرغم من وجود العديد من الأسباب لذلك تقدم نظرية شا أحد الأسباب المحتملة:
«كان على قادة الولايات المتحدة في فترة ما بعد الحرب أن يتعاملوا مع مجموعة من الحلفاء المحتملين الذين يمكنهم من خلال سلوكهم العدواني أن يُدخِلوا الولايات المتحدة الأمريكية في حرب واسعة غير مرغوب بها في آسيا... ولتجنب هذه النتيجة كوّنت الولايات المتحدة الأمريكية سلسلة من التحالفات الثنائية العميقة مع تايوان وكوريا الجنوبية واليابان والتي تمكنت من خلالها من ممارسة أقصى قدر من السيطرة ومنعت العدوان الأحادي. وبالإضافة إلى ذلك، لم تسعى إلى جعل هذه التحالفات الثنائية متعددة الأطراف، لأنها أرادت توسيع سيطرة الولايات المتحدة وتقليل أي تواطؤ بين شركائها».